# Charles L. Fleischmann
Charles Louis Fleischmann (* 3. November 1835 in Jägerndorf, Österreichisch-Schlesien; † 10. Dezember 1897) war ein österreichisch-amerikanischer Unternehmer jüdischer Abstammung.

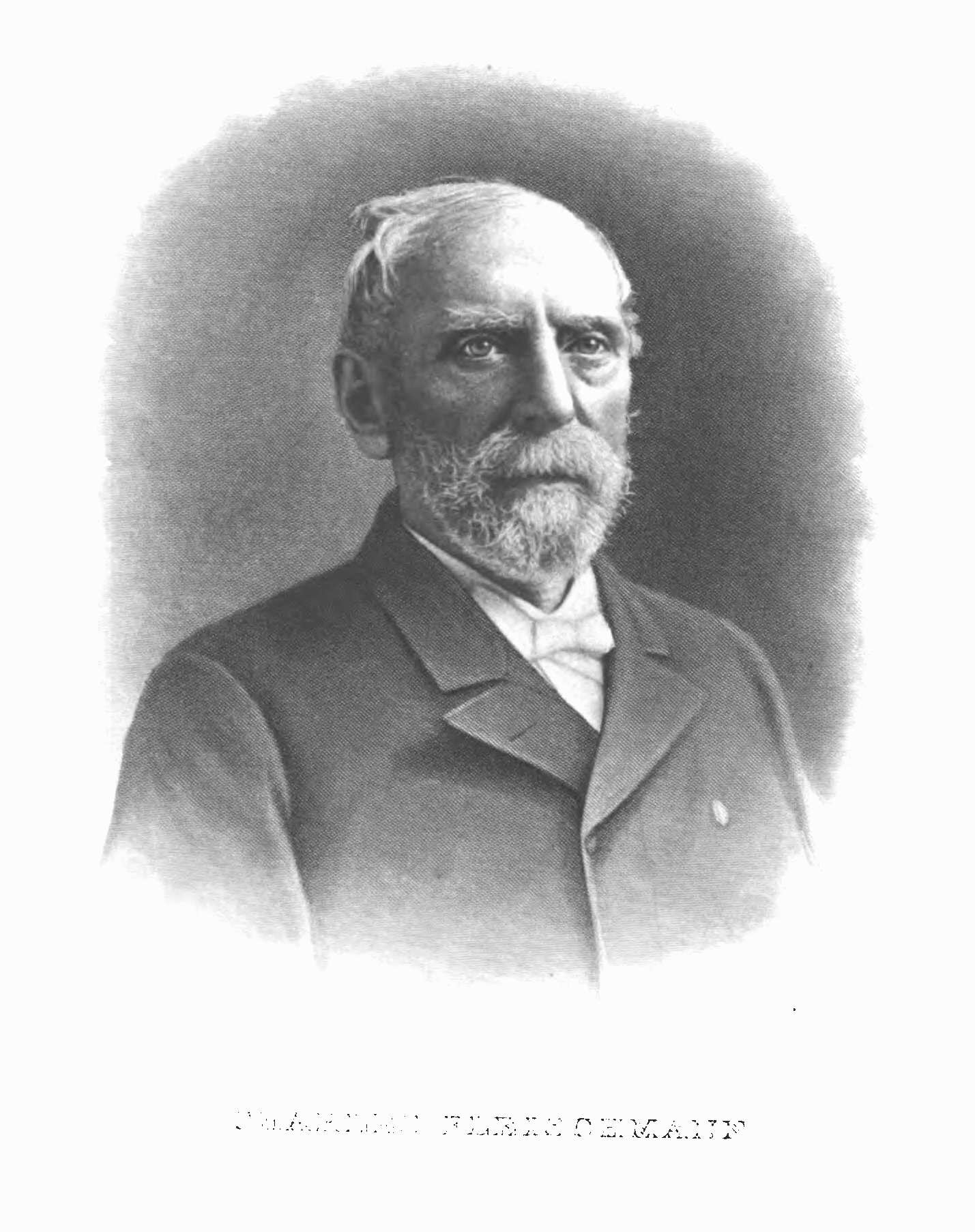
Charles Fleischmann

## Werdegang
Fleischmann besuchte Schulen in Wien und Prag. 1866 wanderte er in die Vereinigten Staaten aus. Dort gründete er mit seinem Bruder Maximilian und einem weiteren Geschäftspartner die Firma Fleischmann's Yeast. Sie produzierten und verkauften Presshefe und Spirituosen. In den folgenden Jahren stieg die Fleischmann Yeast Company zum weltführenden Hefe- sowie zum zweitgrößten Essigproduzenten auf.
Zudem entwickelte Fleischmann zahlreiche mechanische Patente für die Hefeproduktionsmaschinen. Ferner beteiligte er sich an der Gründung der Market National Bank, deren Präsident er von 1887 bis zu seinem Tod 1897 war. Er wurde auf dem Spring Grove Cemetery beigesetzt. Sein Sohn Julius Fleischmann war Bürgermeister von Cincinnati.